# Suchożebry (village)
Pour les articles homonymes, voir Suchożebry.
Suchożebry (prononciation : [suxɔˈʐɛbrɨ]) est un village polonais de la gmina de Suchożebry dans le powiat de Siedlce de la voïvodie de Mazovie dans le centre-est de la Pologne.
Le village est le siège administratif (chef-lieu) de la gmina appelée gmina de Suchożebry.
Il se situe à environ 12 kilomètres au nord de Siedlce (siège de le powiat) et à 86 kilomètres à l'est de Varsovie (capitale de la Pologne).
Le village comptait approximativement une population de 621 habitants en 2010.

## Histoire
De 1975 à 1998, le village appartenait administrativement à la voïvodie de Siedlce.

Depuis 1999, il appartient administrativement à la voïvodie de Mazovie

## Galerie

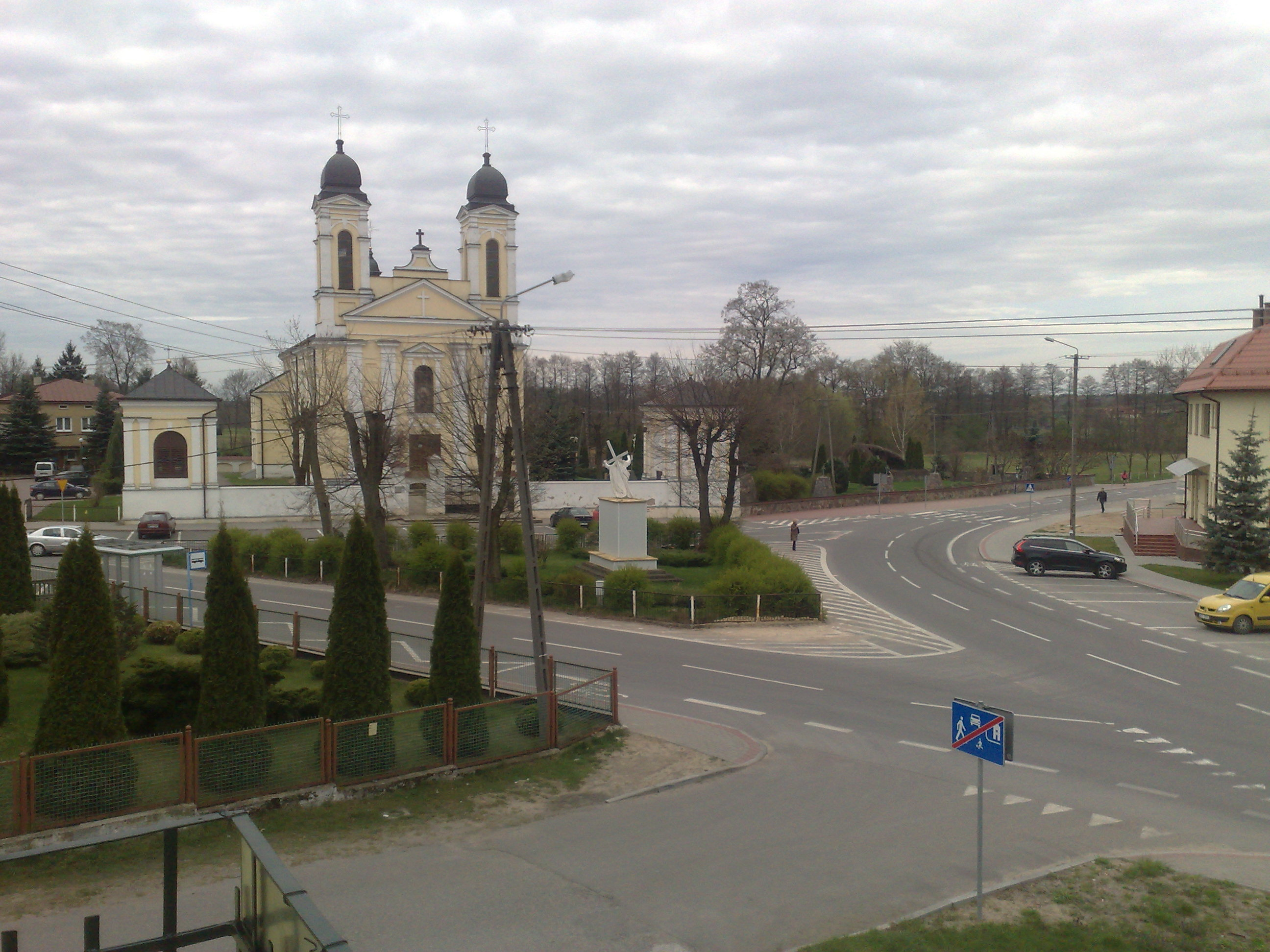
Centre du village
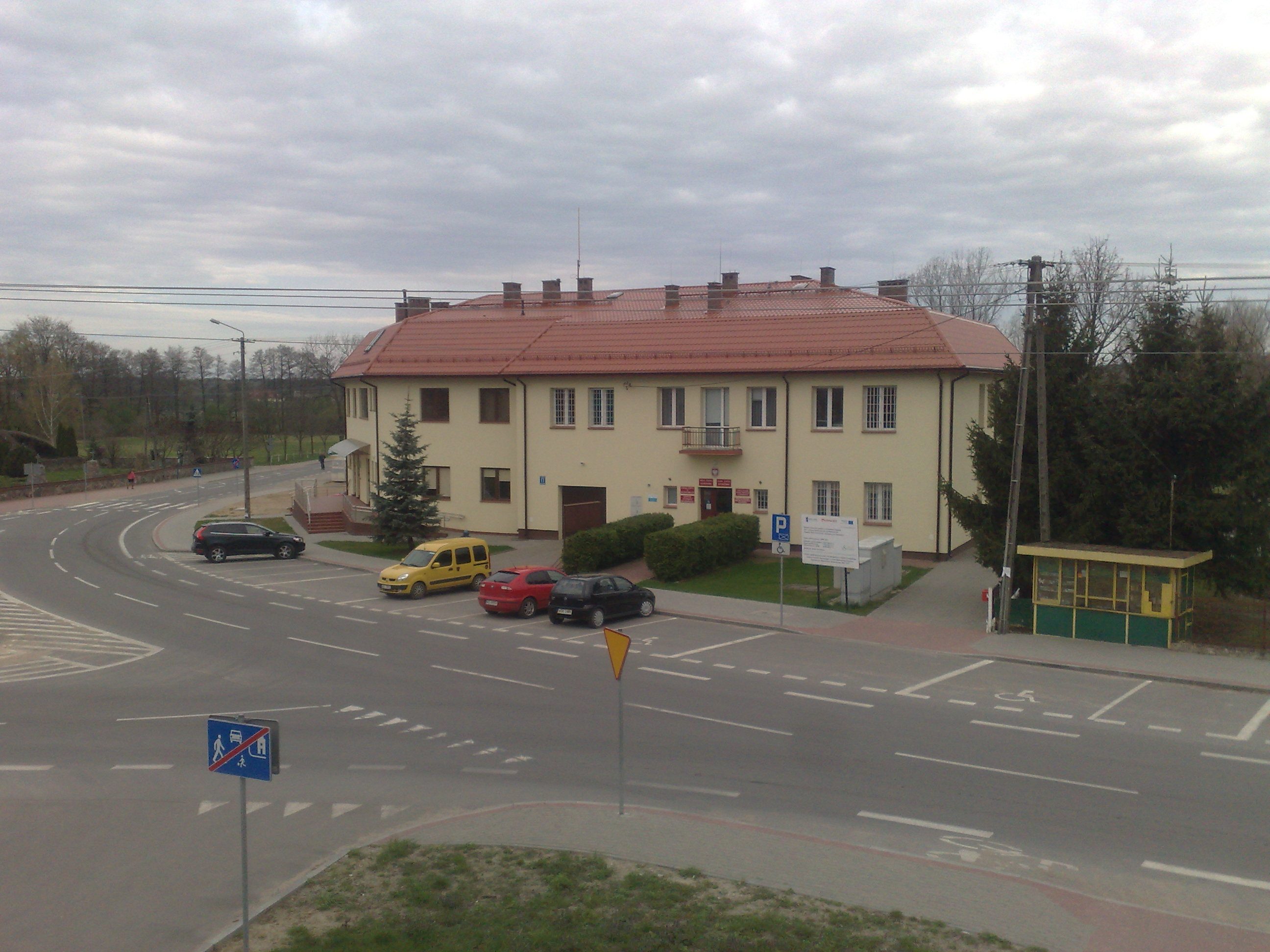
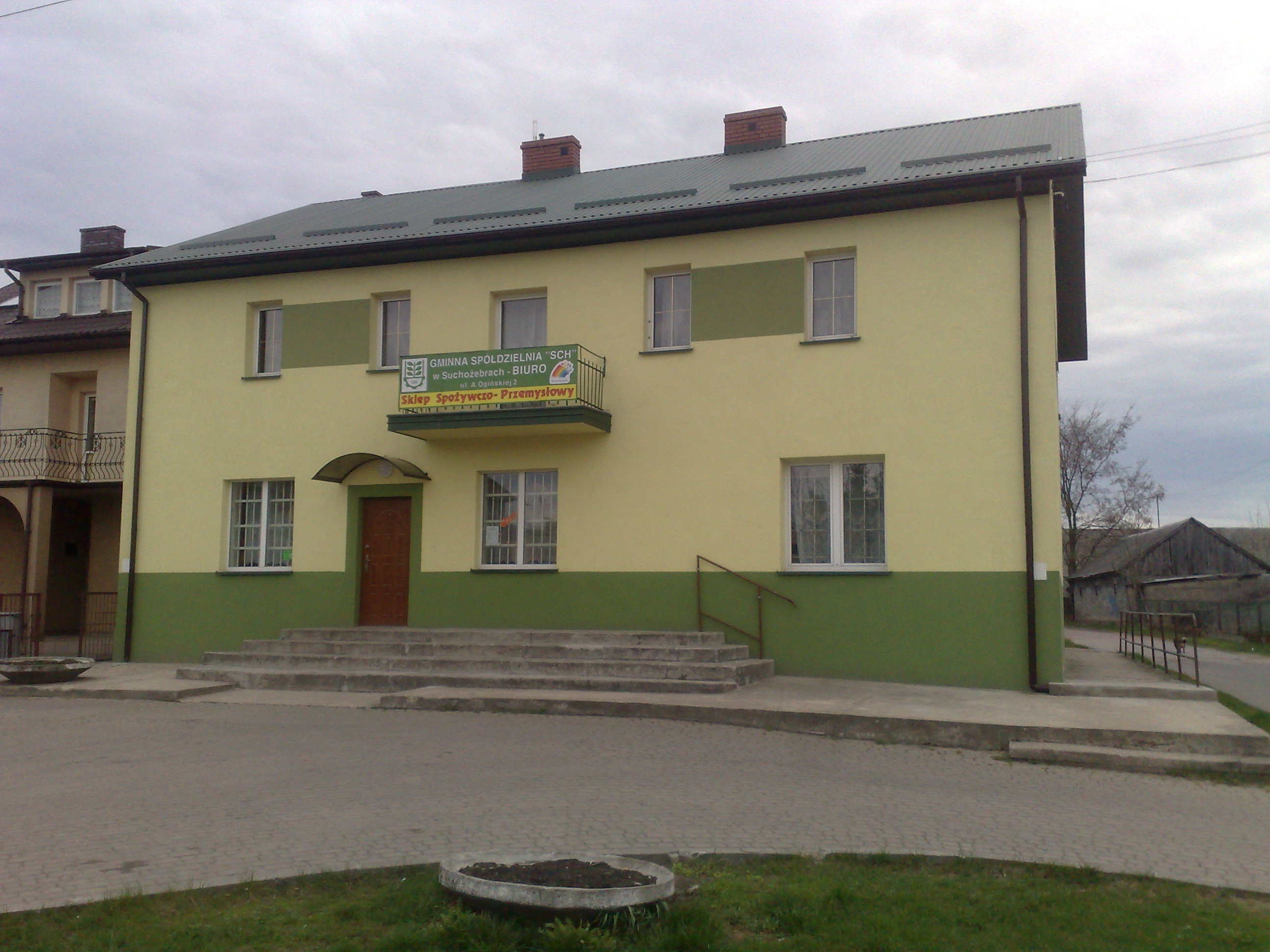
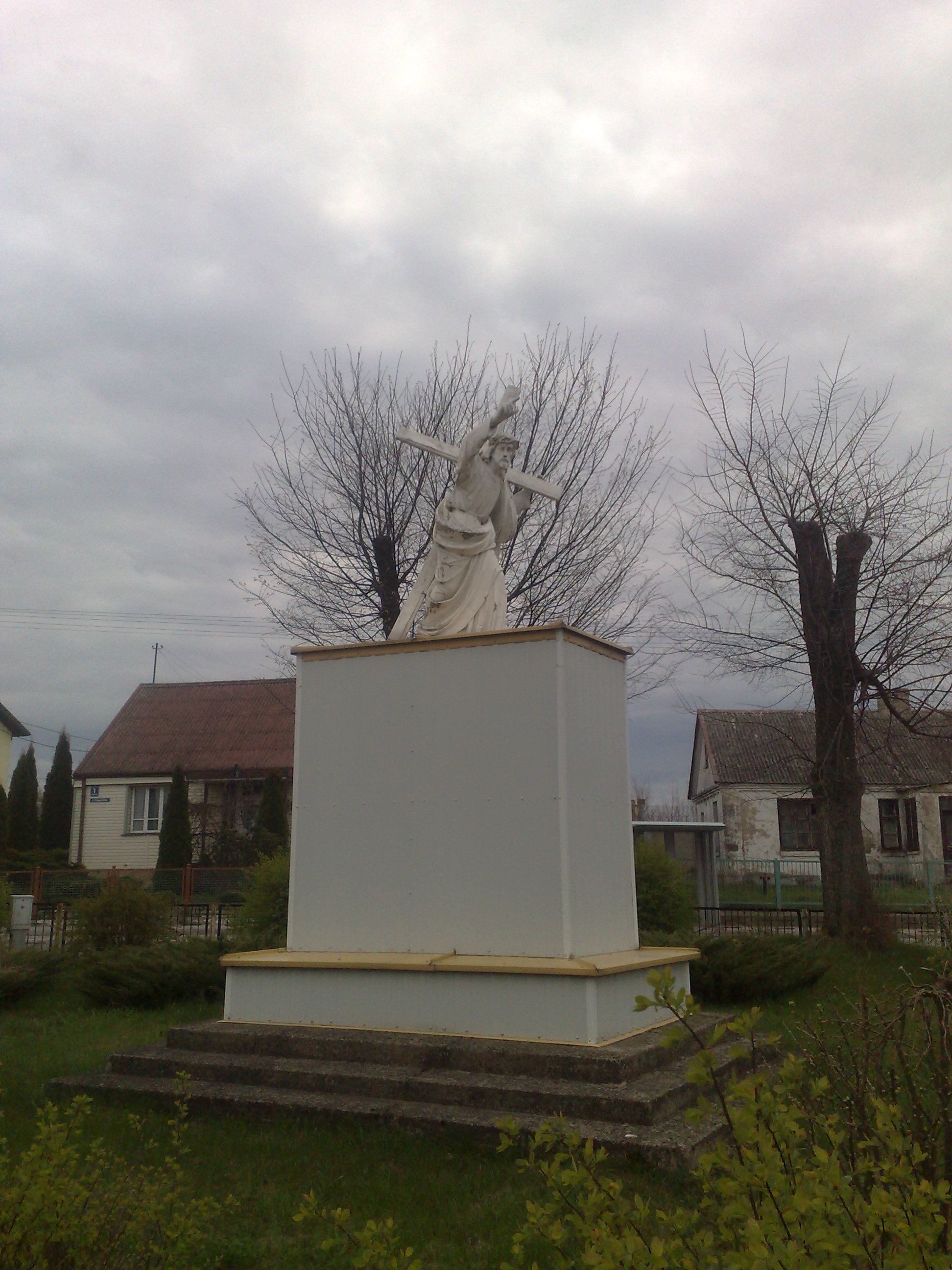
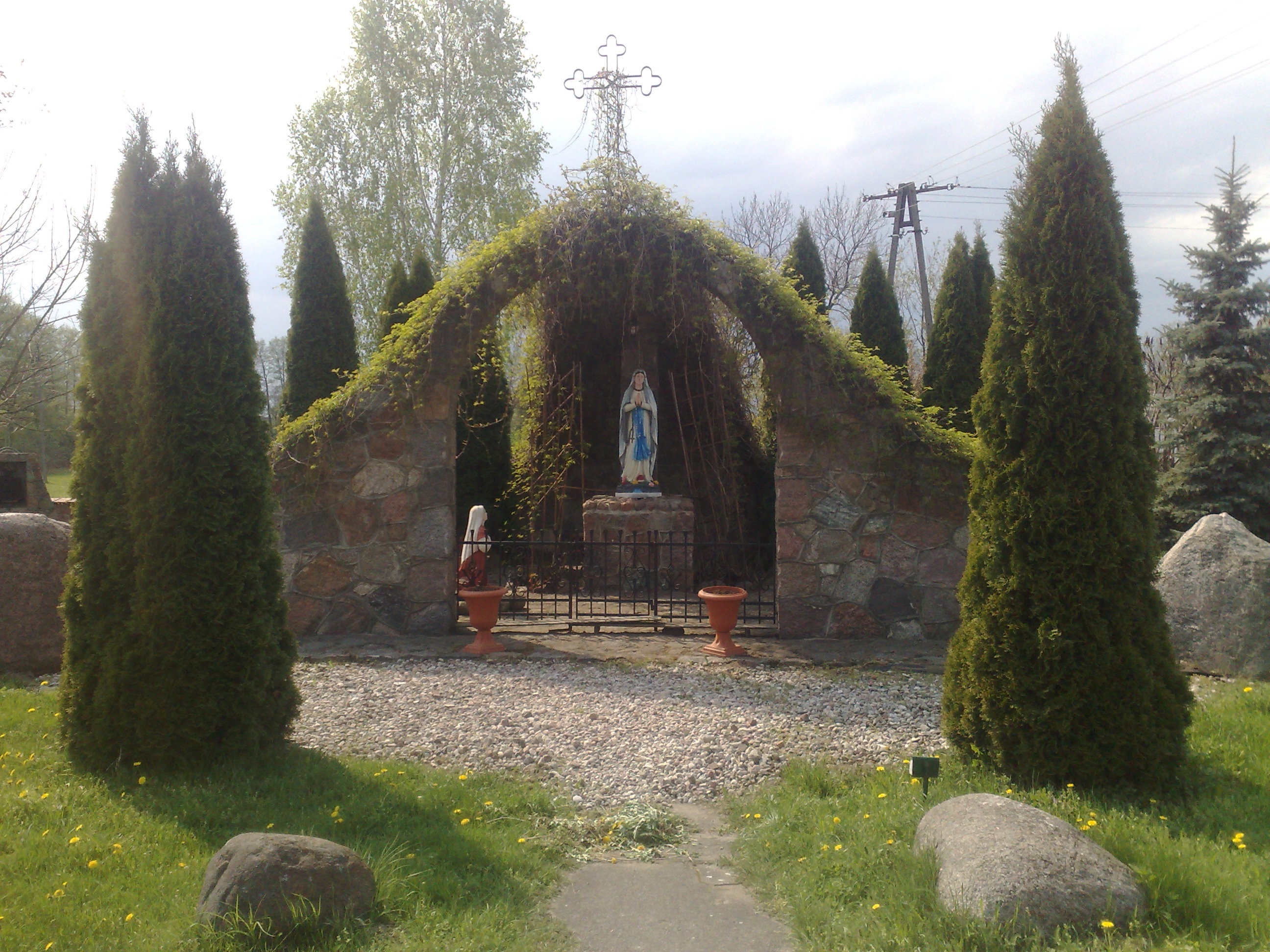
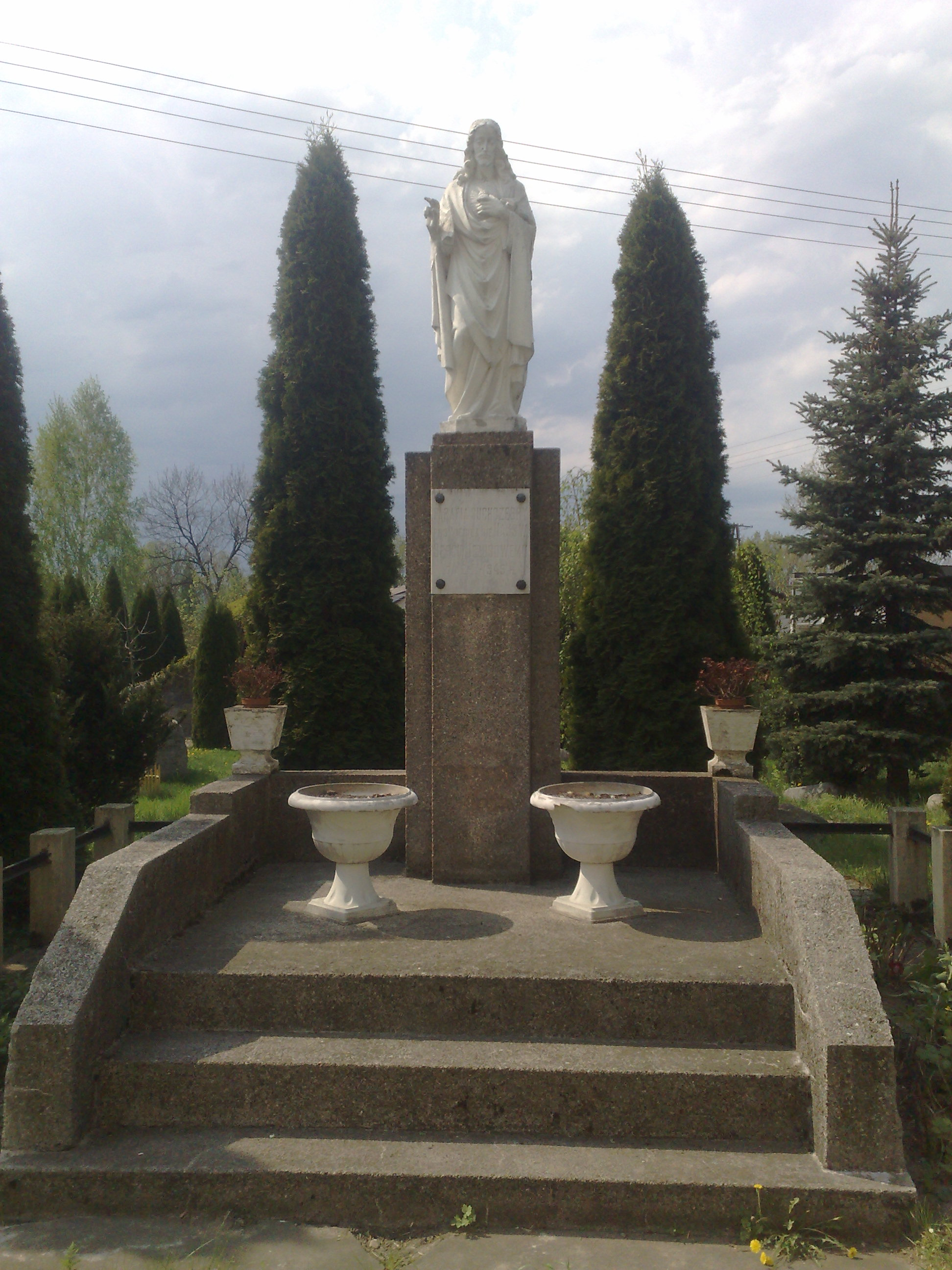